# Torneo WTA de San José 2018
El Mubadala Silicon Valley Classic 2018 fue un torneo profesional de tenis que se jugó en canchas duras. Fue la 47.ª edición del torneo, y formó parte de los torneos WTA Premier del 2018. Tuvo lugar entre el 30 de julio y el 5 de agosto de 2018 y fue la primera vez que el torneo se celebre en San José, California, luego de mudarse de Stanford. Fue el primer evento femenino del US Open Series 2018.

## Distribución de puntos
| Modalidad           | Campeona | Finalista | Semifinales | Cuartos de final | 3ª ronda | 2ª ronda | 1ª ronda | Clasificadas | 2ª ronda de clasificación | 1ª ronda de clasificación |
| Individual femenino | 470      | 305       | 185         | 100              | 55       | 30       | 1        | 25           | 13                        | 1                         |
| Dobles femenino     | 470      | 305       | 185         | 100              | -        | -        | 1        | -            | -                         | -                         |

## Cabezas de serie

### Individuales femenino
| Tenista            | Ranking | Preclasificada |
| Garbiñe Muguruza   | 7       | 1              |
| Madison Keys       | 12      | 2              |
| Venus Williams     | 14      | 3              |
| Elise Mertens      | 15      | 4              |
| Mihaela Buzărnescu | 24      | 5              |
| Serena Williams    | 27      | 6              |
| Zhang Shuai        | 32      | 7              |
| Tímea Babos        | 39      | 8              |

- Ranking del 23 de julio de 2018.[2]

### Dobles femenino
| Tenista                           | Ranking | Preclasificadas |
| Yung-Jan Chan Květa Peschke       | 17      | 1               |
| Mihaela Buzărnescu Heather Watson | 80      | 2               |
| Lyudmyla Kichenok Nadiia Kichenok | 84      | 3               |
| Miyu Kato Makoto Ninomiya         | 92      | 4               |

## Campeonas

### Individual femenino
Mihaela Buzărnescu venció a  Maria Sakkari por 6-1, 6-0

### Dobles femenino
Yung-Jan Chan /  Květa Peschke vencieron a  Lyudmyla Kichenok /  Nadiia Kichenok por 6-4, 6-1